# سرود ملی ویتنام
سرود سربازان حمله‌ور (ویتنامی: Tiến Quân Ca، تلفظ: تین کوان کا) سرود ملی جمهوری سوسیالیستی ویتنام است.